# Portțigaret

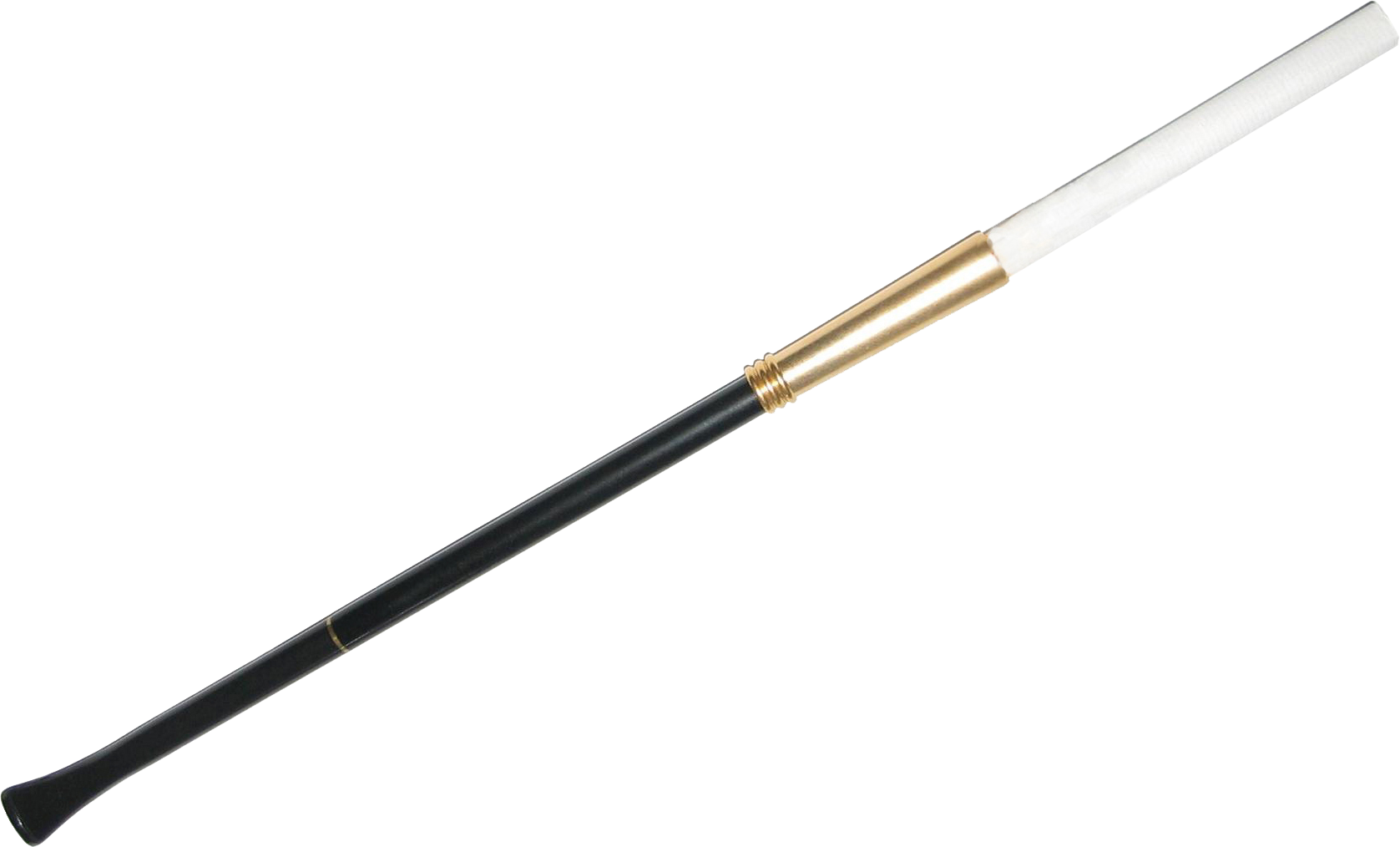
Portțigaret

Portțigaretul este un accesoriu de modă, un tub subțire în care este ținută țigara pe parcursul fumatului. Confecționate cel mai frecvent din argint, jad sau bachelită (populare în trecut, dar acum înlocuite în întregime cu materiale plastice moderne), portțigaretele au fost considerate o parte esențială a modei feminine de pe la mijlocul anilor 1910 până la începutul anilor 1970, și sunt accesorii încă populare în multe aspecte ale modei japoneze.
Portțigaretele variază de la cele mai simple modele, realizate dintr-un singur material, la cele având ornamente cu inserții complexe de metal și pietre prețioase. Exemplare mai rare sunt din email, corn de animal, carapace de broască țestoasă sau materiale mai prețioase cum ar fi chihlimbarul și fildeșul.
Ca și în cazul mănușilor de seară, portțigaretele pentru doamne se împart în patru categorii, după lungimea tradițională standard a lor:
- operă, cu o lungime de 40–50 cm
- teatru, cu o lungime de 25–35 cm
- cină, cu o lungime de 10–15 cm
- cocktail, care includ portțigarete mai scurte[1]

În mod tradițional, portțigaretele pentru bărbați nu sunt mai lungi de 10 cm.

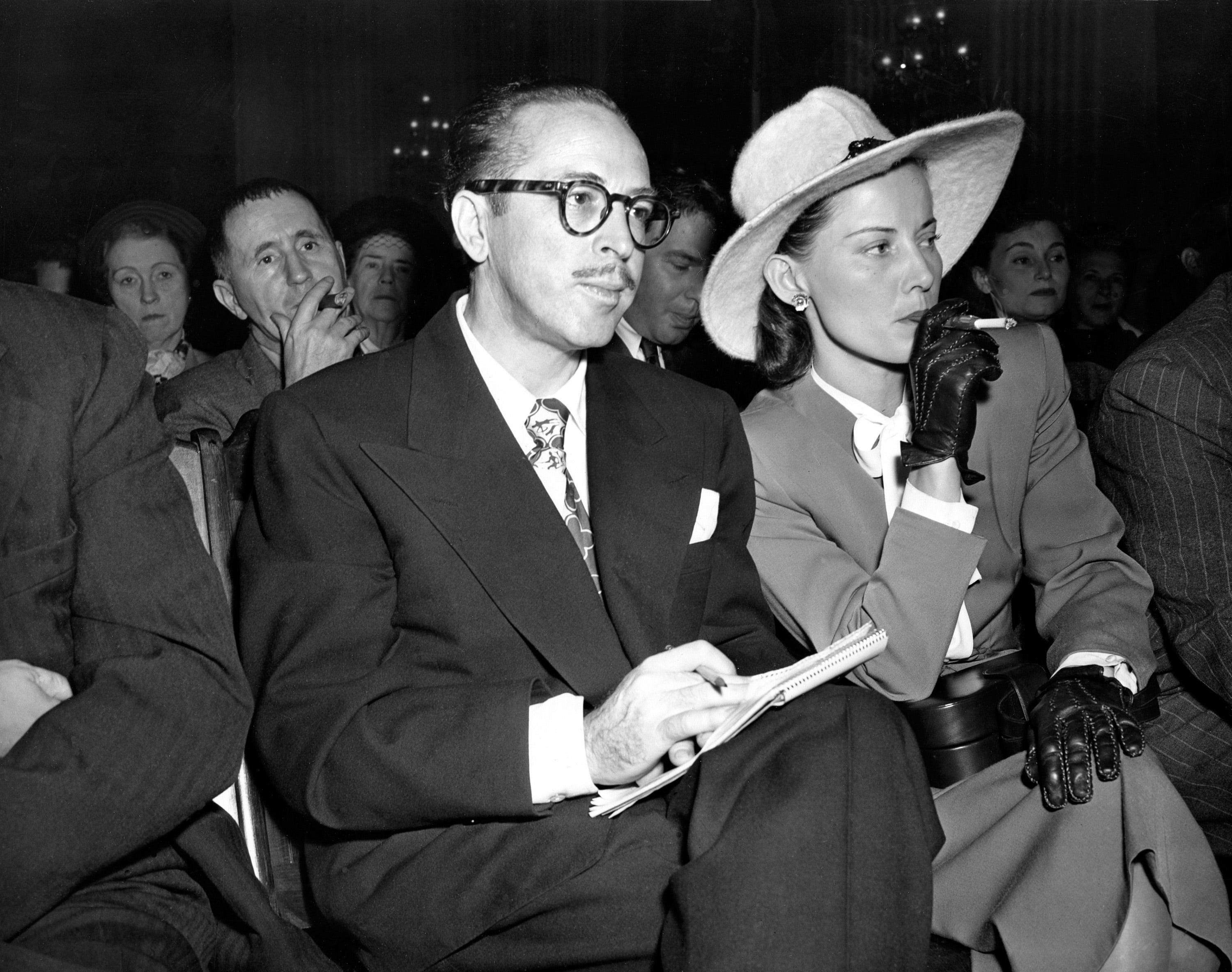
Cleo Trumbo, soția romancierului Dalton Trumbo, fumează cu un portțigaret la audierile House Un-American Activities Committee din 1947

Portțigaretul a fost folosit și ca un accesoriu practic, deoarece înainte de apariția țigărilor cu filtru în anii 1960 avea și rolul unui filtru. Deși țigările moderne sunt, în general, fabricate cu un filtru existent, portțigaretele pentru țigările cu filtru sunt încă utilizate ca un sistem de filtrare secundar, și pentru a preveni pătarea cu nicotină a degetelor.
Un portțigaret similar realizat din lemn, spumă de mare sau bachelită și cu un accesoriu de chihlimbar pentru gură a fost folosit pentru trabucuri și a fost un accesoriu popular în rândul bărbaților din perioadă edwardiană până în anii 1920.

## Personalități fumătoare cu portțigaret

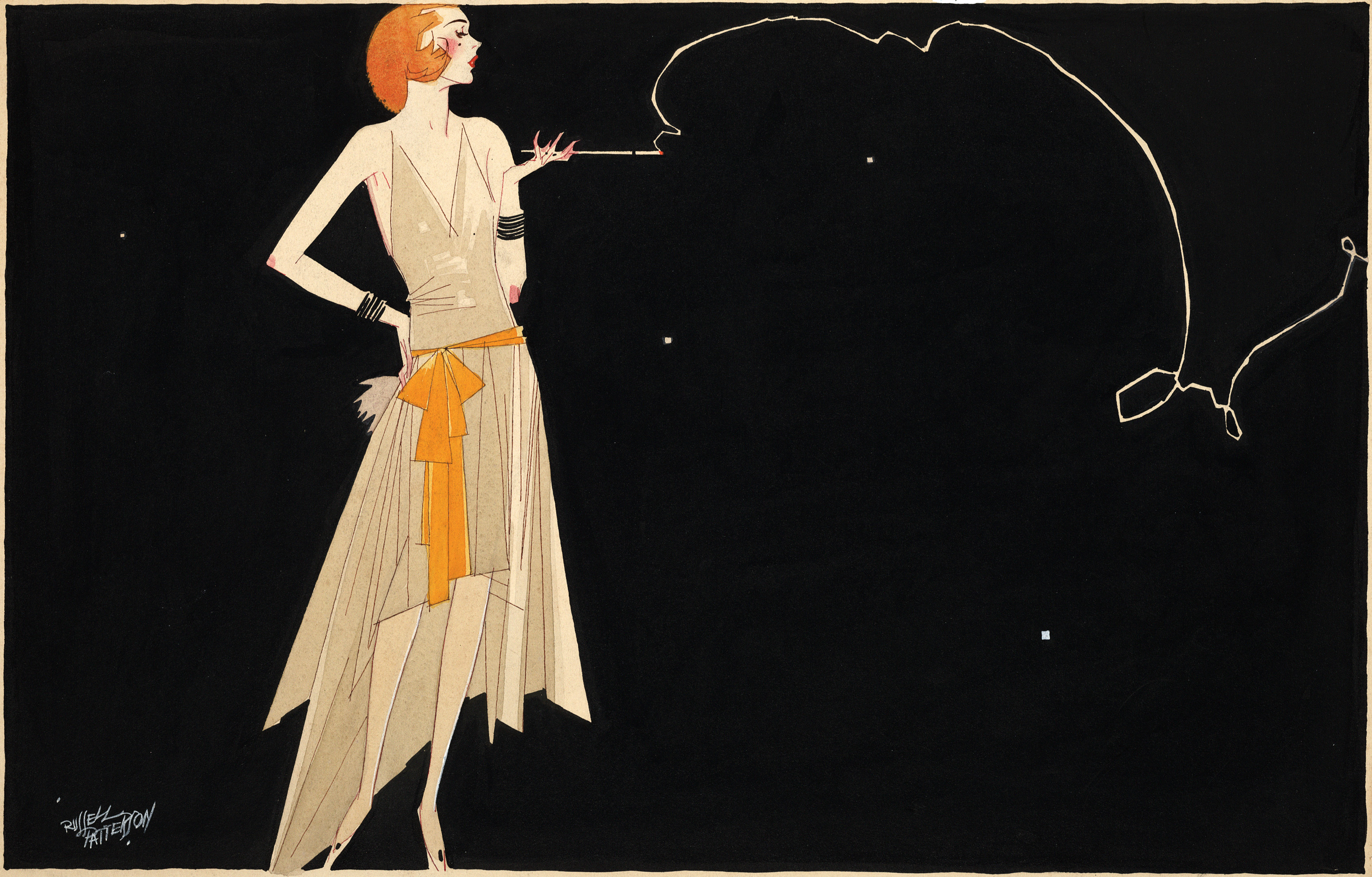
În Where There's Smoke There's Fire (aprox. 1920), Russell Patterson reprezintă o flapper al cărei porțigaret nu este doar un accesoriu de modă, ci și un element important al liniei de desen.

Printre femeile celebre care au folosit portțigaret se află Audrey Hepburn, Lucille Ball, Jayne Mansfield, Jacqueline Kennedy, Rita Hayworth, Prințesa Margaret, Wendy Richard, Madalena Barbosa, Louise Brooks și Cleo Trumbo. Scarlett Johansson este un exemplu contemporan.
Printre bărbații celebre care au folosit portțigaret se numără Franklin D. Roosevelt, Terry-Thomas, Enrico Caruso, Vladimir Horowitz, Ian Fleming, Noel Coward, Hunter S. Thompson (deși el l-a privit doar ca pe un filtru), Tennessee Williams, Fulgencio Batista, Serghei Rahmaninov și Hans von Bülow.

## Imagini

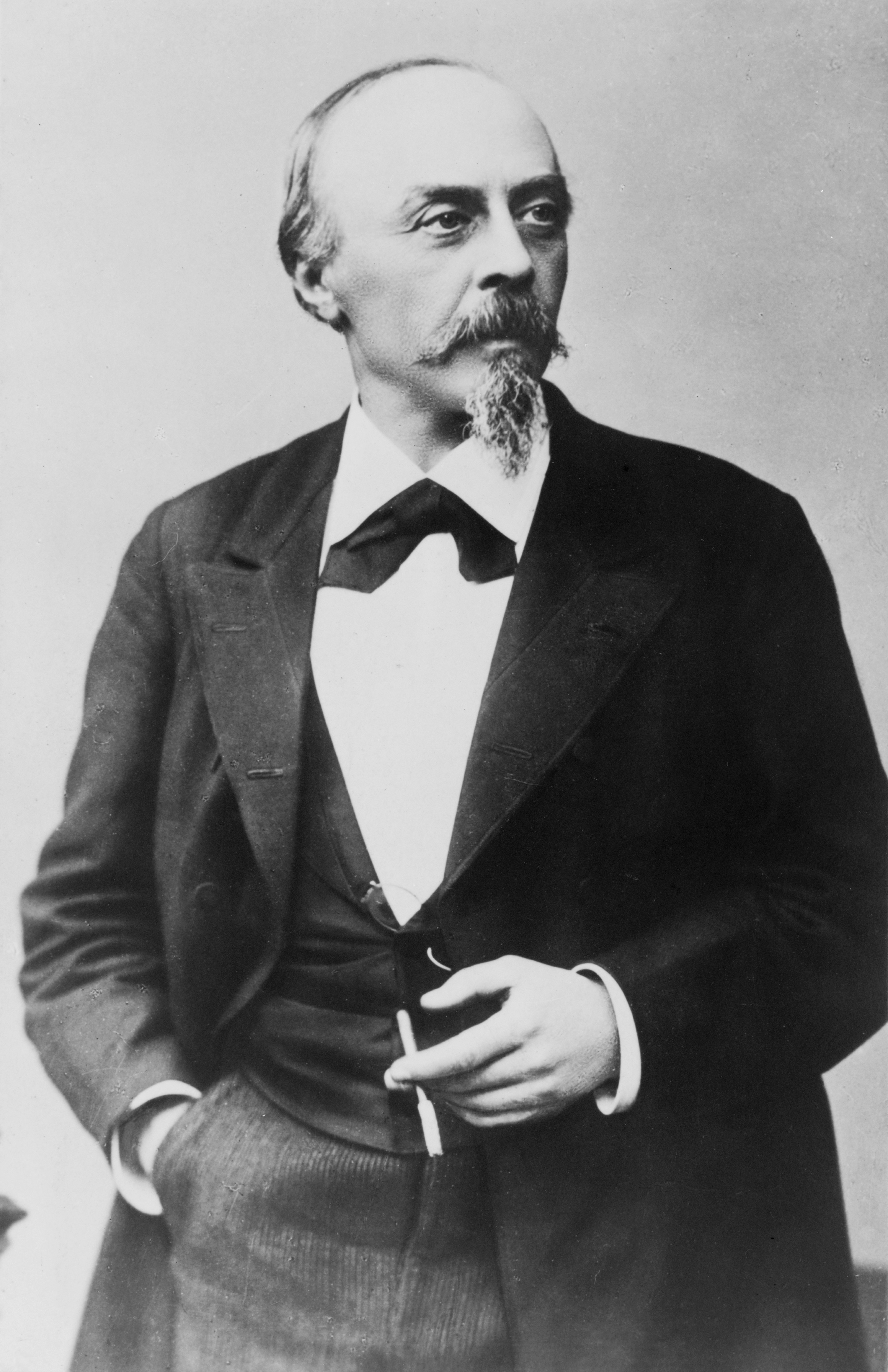
Hans von Bülow cu un portțigaret
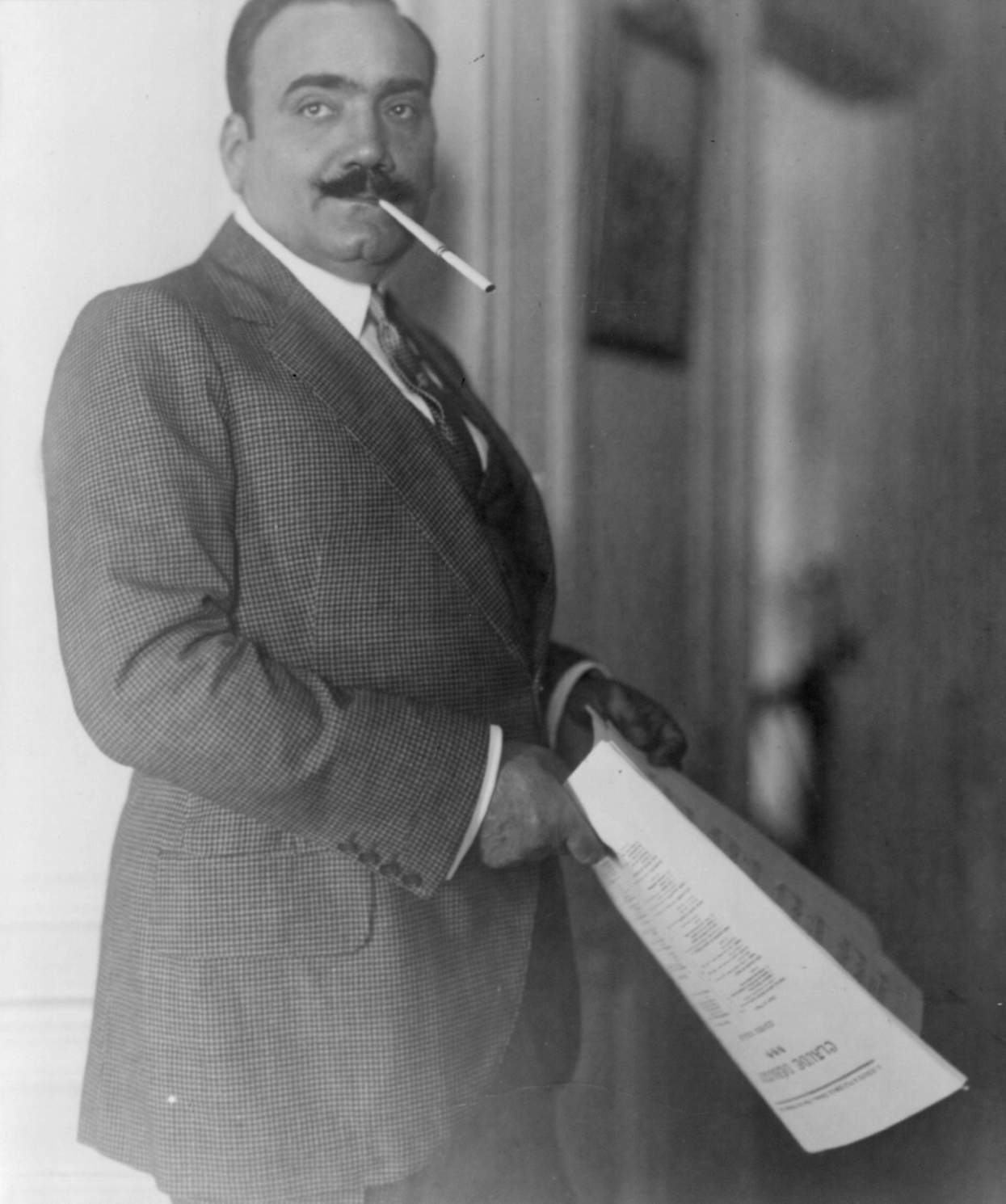
Enrico Caruso
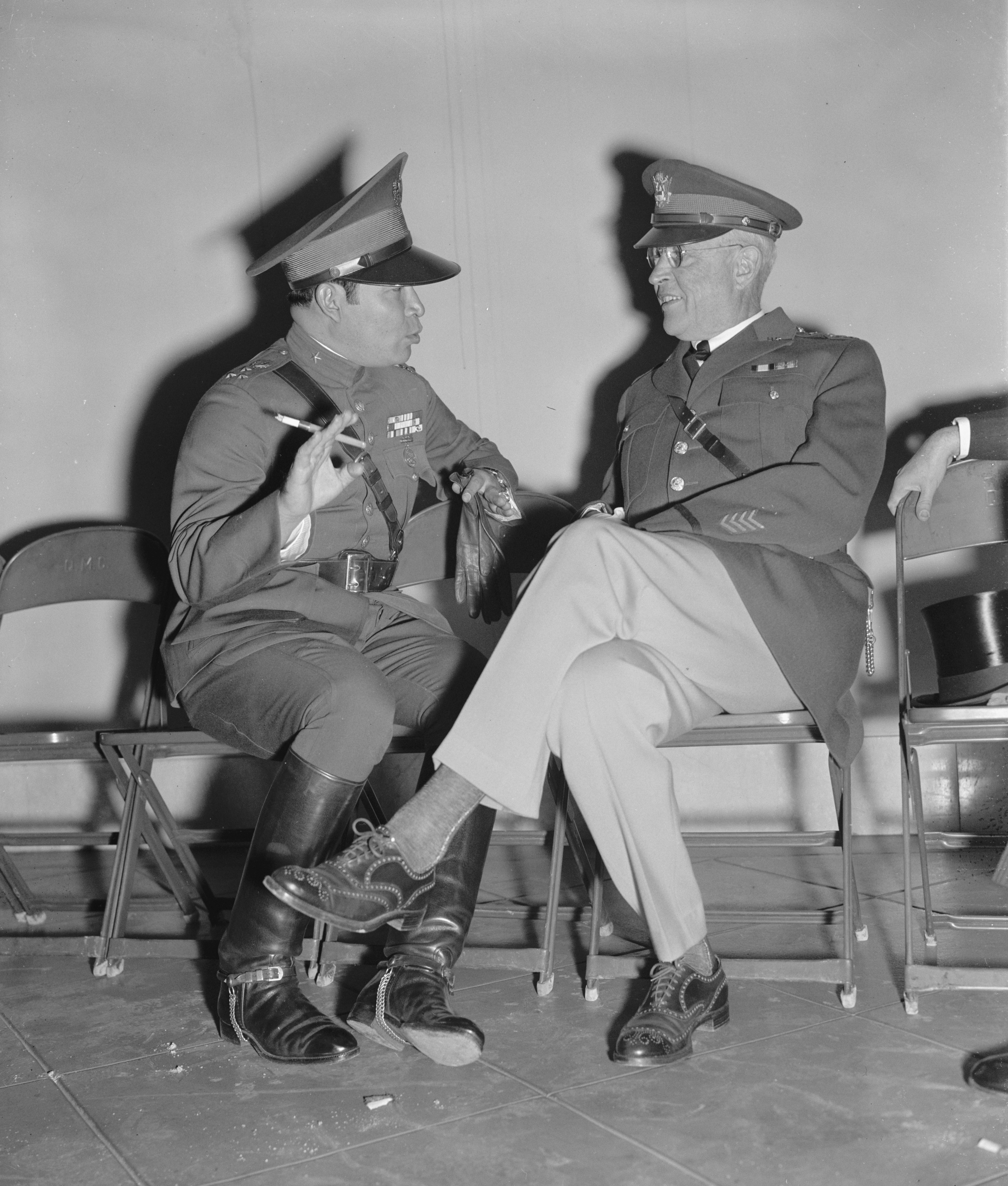
Generalul Fulgencio Batista (la stânga)
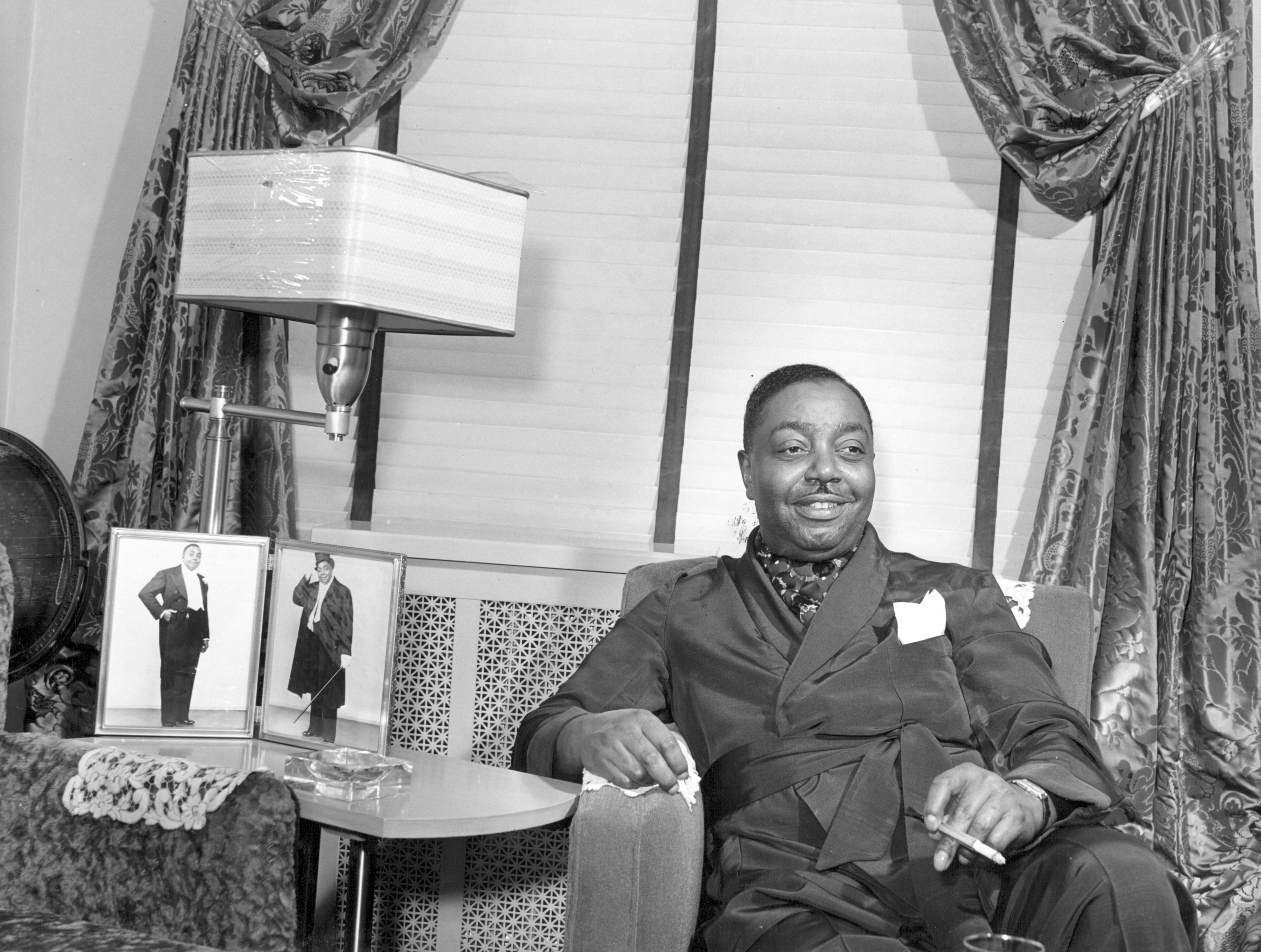
Big Joe Turner
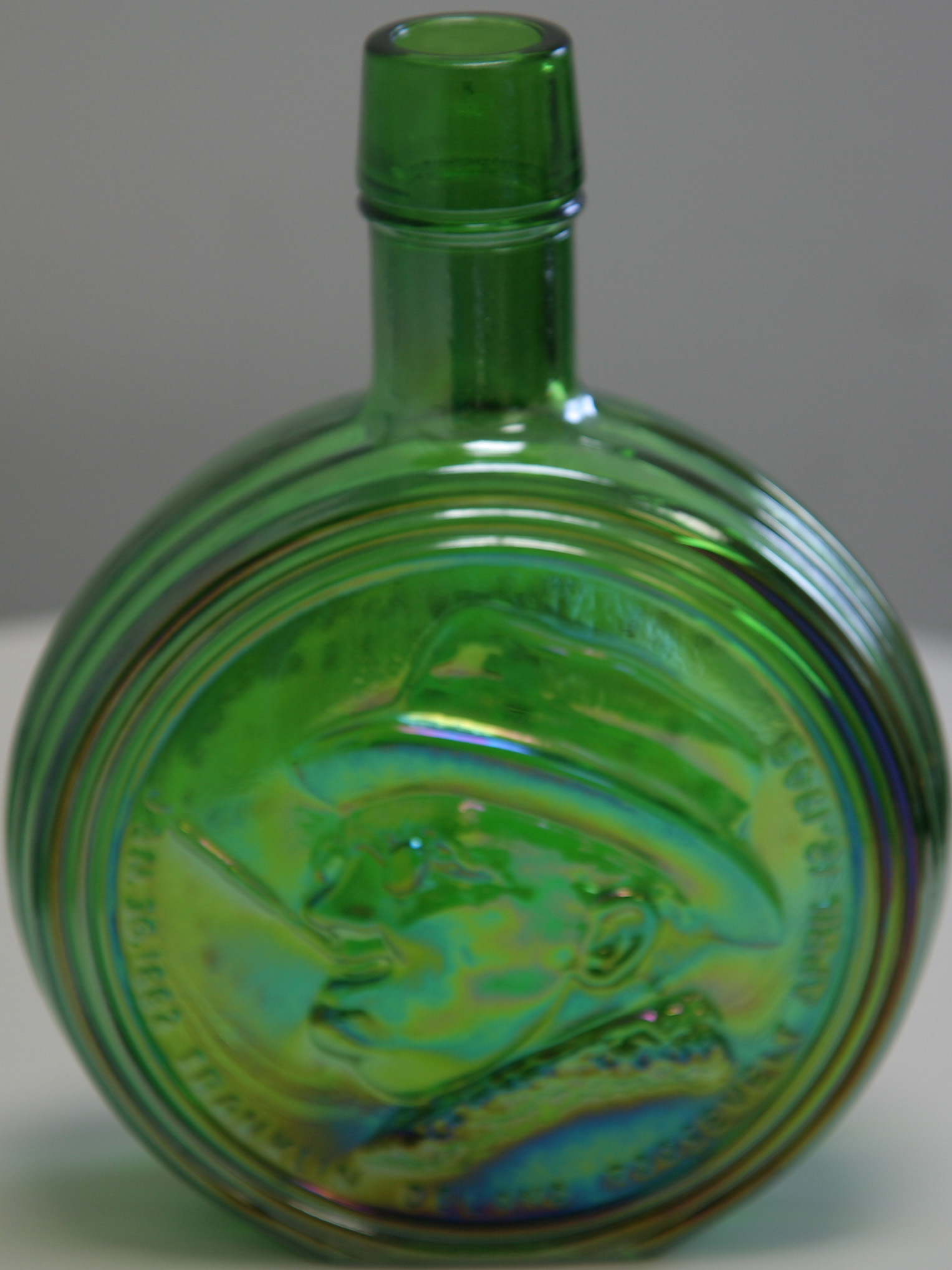
Flacon reprezentându-l pe Franklin D. Roosevelt cu un portțigaret